# Alga (Burkina Faso)
Pour les articles homonymes, voir Alga.
Alga est une localité du département du Bourzanga, dans la province de Bam, dans le Centre-Nord, au Burkina Faso. 

## Population
Lors du recensement de 2006, on y a dénombré 1 426 habitants. 